# تصنيف فيينا
تصنيف فيينا، هو تصنيف دولي للعلامات التجارية التي تتكون من عناصر تصويرية أو تحتوي عليها. وتشرف عليه المنظمة العالمية للملكية الفكرية وُضع بموجب اتفاق فيينا (1973)، ويخضع تصنيف فيينا لمراجعة منتظمة. وهو متاحٌ باللغتين الإنجليزية والفرنسية.
بدأت المكاتب الدولية المتحدة لحماية الملكية الفكرية – وهو الاسم السابق للمنظمة العالمية للملكية الفكرية - العمل مع لجنة من الخبراء أنشأتها عام 1967 لجنة التنسيق المشتركة والتابعة للمكاتب الدولية المتحدة لحماية الملكية الفكرية، على صياغة تصنيف دولي للعناصر التصويرية للعلامات، وذلك بناءً على طلب عدد من مكاتب الملكية الصناعية في الدول الأعضاء في اتحاد باريس. وأنشئ التصنيف بمقتضى اتفاق أبرم في 12 يونيو عام 1973 في مؤتمر فيينا الدبلوماسي. وقد دخل اتفاق فيينا حيز النفاذ في 9 أغسطس 1985.

## الغرض والنطاق
يهدف هذا التصنيف إلى تسهيل البحث المسبق في العلامات التجارية وتفادي العمل الكبير الذي تتطلبه إعادة التصنيف عند تبادل الوثائق على المستوى الدولي. فلم تعد البلدان الأطراف في اتفاق فيينا بحاجة لوضع تصنيفها الوطني الخاص أو تحديثه إن وجد. وتنص المادة 4 من اتفاق فيينا على ما يلي: مع مراعاة المقتضيات المنصوص عليها في هذا الاتفاق يكون نطاق تصنيف العناصر التصويرية هو النطاق الذي ينسبه إليه كل بلد من بلدان الاتحاد الخاص. وبوجه خاص، لا يلزم تصنيف العناصر التصويرية بلدان الاتحاد الخاص من حيث مدى الحماية الممنوحة للعاتمة. يتعيّن على المكاتب المختصة في الدول المتعاقدة أن تبين في المستندات والمنشورات الرسمية المتعلقة بتسجيل تلك العلامات وتجديدها أرقام فئات التصنيف وأقسامه وفروعه التي تنتمي إليها العناصر التصويرية لتلك العلامات.

## بنية تصنيف فيينا
يتكون تصنيف فيينا من نظام هرمي يتقدم من العام إلى الخاص، ويصنف العناصر التصويرية للعلامات إلى فئات وأقسام وأقسام فرعية، على أساس شكلها. أما الأقسام الفرعية فتخصّ العناصر التصويرية التي تشملها الأقسام الرئيسية، إلا أن جمعها حسب معيارٍ معين يجعل البحث المسبق سهلاً.
يُقسم التصنيف إلى:
- المؤشرات العامة للعناصر التصويرية للعلامات التجارية
- مؤشرات أكثر تفصيلًا.

يختلف عدد الأقسام والفروع وفقا للفئات والفروع التي تنتمي إليها. وقد تركت بعض الأرقام شاغرة داخل الفروع والأقسام من أجل السماح بإدخال فروع أو أقسام جديدة عند الضرورة. بموجب نظام تصنيف فيينا، يوجد حالياً:
- 29 فئةً
- 145 فرعاً
- 841 قسماً رئيسياً
- 930 قسماً فرعياً

تمثل كل فئة فئة مختلفة من العناصر التصويرية، ويحدد كل قسم بشكل أكبر الميزات المحددة للعلامة التجارية.
على سبيل المثال، لنأخذ شعار شركة آبل. إنه صورة منمقة لتفاحة بعد قضمها. بموجب قانون فيينا، يُصنف شعار آبل ضمن الفئة 26، التي تشمل "الزخارف" و"العناصر التصويرية". كما يُصنف أيضًا ضمن الفئة الفرعية 26.04، التي تتعلق تحديدًا بـ"الفاكهة المنمقة".